# Hideo Sakai
Hideo Sakai (堺井 秀雄, Sakai Hideo, Osaka, 10 juni 1909 – Nishinomiya, 3 juni 1996) was een Japans voetballer die als aanvaller speelde.

## Clubcarrière
Sakai speelde voor Kwangaku Club. Sakai veroverde er in 1929 en 1930 de Beker van de keizer.

## Japans voetbalelftal
Hideo Sakai maakte op 13 mei 1934 zijn debuut in het Japans voetbalelftal tijdens een Spelen van het Verre Oosten tegen Nederlands-Indië. Hideo Sakai debuteerde in 1934 in het Japans nationaal elftal en speelde 3 interlands.

## Statistieken
| Japans voetbalelftal | Japans voetbalelftal | Japans voetbalelftal |
| Jaar                 | Wed.                 | Dlp.                 |
| -------------------- | -------------------- | -------------------- |
| 1934                 | 3                    | 0                    |
| Totaal               | 3                    | 0                    |